# Église Saint-Joseph de Cracovie Podgórze
Pour les articles homonymes, voir Église Saint-Joseph.
L'église Saint-Joseph de Cracovie Podgórze (en polonais Kościół św. Józefa) à Cracovie, est une église catholique située dans le quartier Podgórze.

## Historique

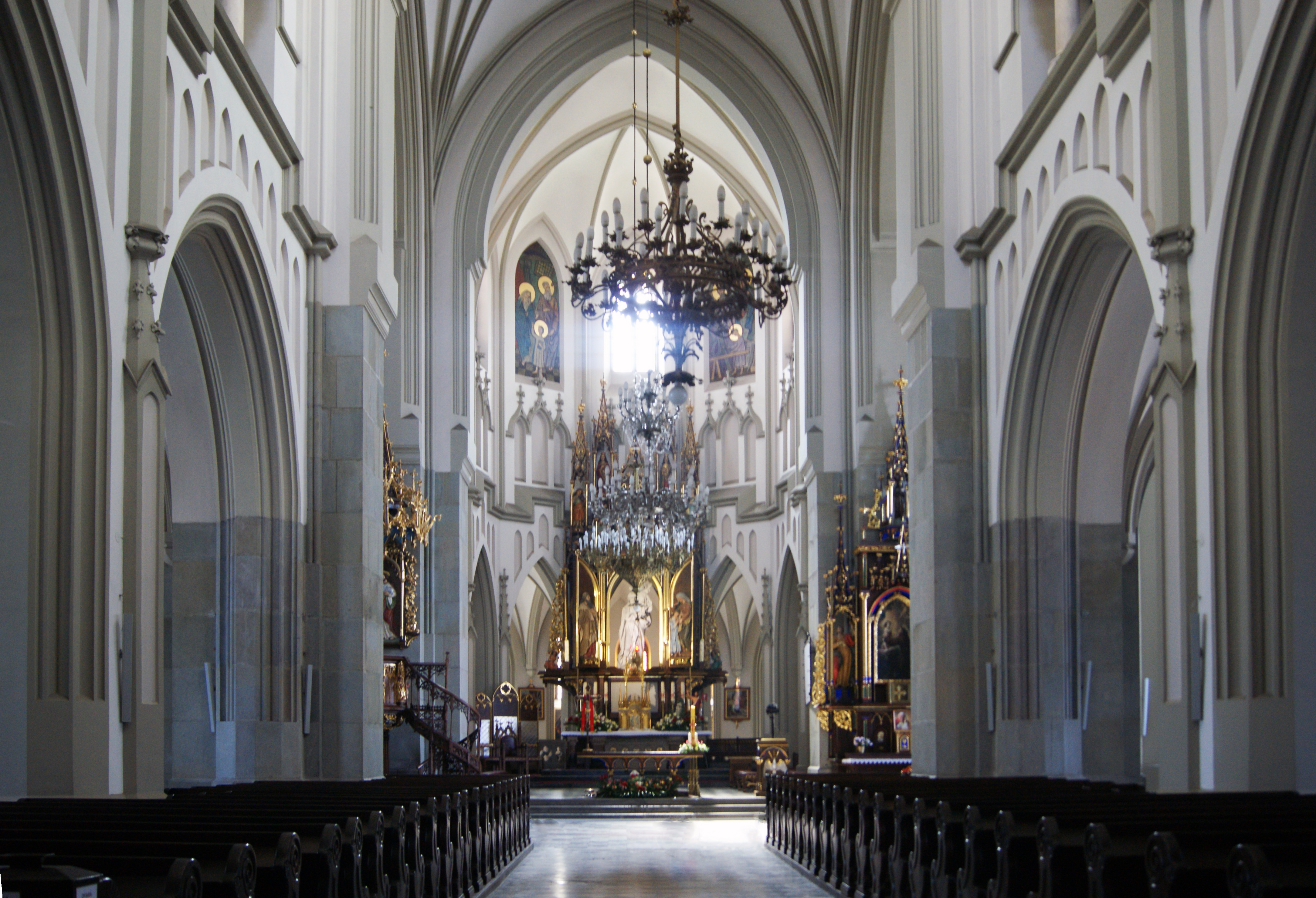
espace intérieur

L'église a été construite en 1832 dans le style néo-classique. L'église était déjà trop petite à la fin du XIXe siècle, lorsque la communauté paroissiale comptait environ 17 000 fidèles. La décision fut prise en 1905 de la remplacer par une grande église. L'agrandissement a été dirigé de 1905 à 1909 par Jan Sas-Zubrzycki, qui a construit le bâtiment dans le style néo-gothique. Le bâtiment de l'église est un exemple du style Vistule-mer Baltique, la variante polonaise du néo-gothique, qui est liée au gothique en brique médiéval dans la région de la Vistule et de la mer Baltique. L'inspiration pour la tour ici était la tour nord de la basilique Sainte-Marie de Cracovie.